# Кольцо вокруг Солнца
«Кольцо́ вокру́г Со́лнца» (англ. Ring Around the Sun) — научно-фантастический роман американского писателя Клиффорда Саймака. Роман был впервые опубликован в виде серии в ежемесячном журнале «Galaxy Science Fiction» в период с декабря 1952 по февраль 1953 год. В конце того же 1953 года был напечатан в виде книги издательством «Simon & Schuster».
Впоследствии неоднократно переиздавался и был переведён на несколько языков. На русском языке впервые был издан в 1982 году издательством «Мир» в переводе Аркадия Григорьева.

## Сюжет
Нелюдимый писатель Виккерс, живущий в американской провинции в середине 1970-х годов, через свою хорошую знакомую, литературного агента Энн Картер, получает заказ от главы «Североамериканского исследовательского бюро» Крофорда на памфлет против новшеств, охвативших в последнее время США и весь мир. Появляются магазины, в которых продаются вечные бритвенные лезвия, зажигалки, электролампы, а позднее — вечные автомобили и жилые дома по бросовым ценам. Традиционная рыночная экономика на грани гибели, тогда как СССР и другие социалистические и коммунистические страны в выигрыше. Виккерс отказывается от предложения.
Однако писатель волей-неволей втягивается в происходящие события. Толпа несправедливо обвиняет его в убийстве, и он, повинуясь неясному предчувствию, едет к себе на родину. Там вспоминает, что когда-то в детстве обладал способностью попадать в параллельный мир. В это время по всей Америке разгорается истерия, направленная на таинственных «мутантов», которые якобы стоят за промышленными корпорациями, а также за массовым исчезновением людей. В минуту опасности Виккерс перемещается в параллельный мир, где сталкивается с теми самыми «мутантами».
Выясняется, что сам Виккерс — андроид, который хранит в себе часть памяти «мутанта». Он приходит к выводу, что эти существа являются новой ступенью эволюции человека и хотят своими действиями изменить мир к лучшему, «дать ему шанс» — для этого они и решили погубить нынешнюю зашедшую в тупик цивилизацию и переселить отчаявшихся людей в параллельные миры, которые существуют в бесконечном множестве, каждый в своём дискретном «кванте» времени — бесконечное количество необжитых Земель.

## Критика и отзывы
Редакторы научной фантастики Энтони Баучер и Дж. Фрэнсис МакКомас назвали роман «солидным развлечением с большим количеством поразительных поворотов сюжета и новым боеприпасом для старого спора». Рецензент The New York Times Вильерс Герсон оценил «Кольцо вокруг солнца» как «тихо написанное, хитросплетённое… [получающее] большую часть своего воздействия от искусной недосказанности автора».
П. Шуйлер Миллер, однако, поставил под сомнение его сложный сюжет, найдя его скорее «запутанным, чем запоминающимся». Писатели Брайан Олдисс и Дэвид Уингроув «назвали книгу лучшей книгой Клиффорда Саймака», поставив её в один ряд с самым известным романом Саймака «Город».